# Солона (притока Вовчої)
Солона — річка в Україні, у межах Покровського району Донецької області та Межівського району Дніпропетровської області. Права притока Вовча (басейн Дніпра).

## Опис
Довжина річки 79 км, площа басейну 946 км². Долина переважно трапецієподібна, нечітко виражена, завширшки до 5 км. Заплава двобічна, в нижній течії заболочена, завширшки до 1,5 м. Річище у верхів'ї завширшки до 3—10 м, нижче — 20—30 м, на окремих ділянках пересихає. Похил річки 1,7 м/км. У середні та нижній течії є меандри і стариці. Споруджено декілька ставків. 

## Розташування
Солона бере початок на схід від села Михайлівка (Покровський район). Тече спершу на північний захід, в середній течії — на захід, у нижній — на південний захід. Впадає до Вовчої на південний захід від села Філії. 
Праві притоки Солоненька й Балка Созонова. 
На річці розташоване місто Селидове.
У «Повісті временних літ» річка згадується як Салниця.